# Gmina Baška
Gmina Baška (chorw. Općina Baška) – gmina w Chorwacji, w żupanii primorsko-gorskiej. W 2011 roku liczyła  1674 mieszkańców.